# Lieferzeit
Die Lieferzeit (englisch delivery time) ist der meist in den Lieferungsbedingungen vereinbarte Zeitraum (Lieferfrist) oder Termin, bis zu welchem der Lieferant seine Lieferung spätestens durchgeführt haben muss.

## Allgemeines
Die Lieferzeit betrifft vor allem die Produktionswirtschaft, aber auch den Handel (Groß- und Einzelhandel, Versandhandel). Die Lieferzeit ist im Handel der Zeitraum von der Bestellung einer Ware beim Lieferanten bis zum Wareneingang beim Käufer. Kurze Lieferzeiten bedeuten niedrigerer Lagerbestand, geringeres Lagerrisiko, geringere Kapitalbindung und eine zeitnahe Disposition. Produktions- und Handelsunternehmen müssen oft die aus dem Auftragseingang hervorgehenden Bestellungen und Kundenaufträge noch herstellen oder beschaffen, damit sie die Lagerrisiken und die Kapitalbindung möglichst niedrig halten können. Dies kann Einfluss auf die Lieferzeit und den Servicelevel haben. Die Produktion trägt deshalb durch die Art ihrer Durchführung zur Realisierung der Formalziele (Produktivität, Rentabilität, Wirtschaftlichkeit) bei, während die Sachziele aus hoher und gleichmäßiger Kapazitätsauslastung, geringen Durchlaufzeiten und hoher Termintreue bestehen. Die Lieferzeit beginnt mit dem Auftragseingang und endet bei der Verbuchung als Wareneingang beim Käufer.

## Rechtsfragen
Sowohl beim Kauf- als auch beim Werkvertrag ist die Lieferzeit ein wesentlicher Vertragsbestandteil. Sie ist hier wie die Zahlungsfrist ein Teil der Leistungszeit. Ist eine Leistungszeit weder vertraglich bestimmt noch aus den Umständen zu entnehmen, ist die Leistung sofort zu erbringen (§ 271 Abs. 1 BGB). Um Zweifel für die Vertragsparteien auszuräumen, sollten Verträge mit einer konkreten beiderseitigen Leistungsfrist versehen sein. Eine vereinbarte Leistungszeit ist keine Allgemeine Geschäftsbedingung im engeren Sinn. Gelingt es jedoch nicht, eine angemessene Leistungszeit zu vereinbaren, so gilt gemäß § 306 Abs. 2 BGB die gesetzliche Regelung. Der Lieferant hat demnach die Lieferung dann vorzunehmen, wenn er sie nach billigem Ermessen erbringen kann (§ 315 Abs. 1 BGB). Lieferzeitklauseln wie „prompt“, „umgehend“ oder „baldmöglichst“ sind zwar zeitlich unbestimmt, halten aber der Billigkeitsprüfung nach § 307 BGB stand, „Lieferzeit unverbindlich“ dagegen ist gemäß § 307 Abs. 2 Satz 2 BGB in Verbindung mit 307 Abs. 3 Satz 2 BGB unwirksam. Bei der Zeitangabe „bald“ verstößt der Anbieter im Versandhandel gegen seine gesetzlichen Informationspflichten aus § 312d Abs. 1 BGB und Art. 246a § 1 Abs. 1 Nr. 7 EGBGB, denn sie enthält keinen bestimmten oder bestimmbaren Liefertermin. Dagegen ist die Lieferzeit „ca. 2–4 Werktage“ bestimmt genug.
Der Verbraucher darf in der Regel erwarten, dass eine vom Versandhandel beworbene Ware unverzüglich versandt werden kann, wenn nicht auf das Bestehen einer abweichenden Lieferfrist unmissverständlich hingewiesen wird. Waren ohne Angabe von Lieferzeiten müssen dem Urteil zufolge sofort versandfähig sein. Hat der Händler die Ware nicht vorrätig, ohne darauf hinzuweisen, ist dies eine Irreführung des Verbrauchers nach § 5 Abs. 1 Nr. 1 UWG. Wird die vereinbarte Lieferzeit überschritten, liegt eine Leistungsstörung vor. Das gilt auch für Lieferdienste (etwa beim Pizzaservice), die meist keine Lieferzeit vereinbaren, doch darf eine Lieferung zwischen 30 und 45 Minuten nach der Bestellung erwartet werden.
Ist die Einhaltung einer genau bestimmten Leistungszeit (fester Termin beziehungsweise bestimmte Frist) Inhalt einer vertraglichen Hauptleistungspflicht, liegt ein Fixgeschäft vor. Die Lieferzeit ist damit ein vertragstypisches Merkmals des Fixgeschäfts. Je präziser die Zeitbestimmung im Vertrag ist, desto eher liegt ein Fixgeschäft vor.

## Termintreue
Aus der Gesamtheit aller Lieferungen lässt sich beim Lieferanten die betriebswirtschaftliche Kennzahl der Termintreue errechnen:
{\displaystyle {\text{Termintreue}}={\frac {\text{Anzahl eingehaltener Termine}}{\text{Anzahl aller Termine}}}}.
Je höher die Termintreue ist, umso höher sind Lieferbereitschaft, Lieferfähigkeit und Lieferzuverlässigkeit eines Unternehmens einzustufen.
Die Termintreue ist den meisten Unternehmen bekannt, da sie im Rahmen der Kundenorientierung und -zufriedenheit eine zentrale Zielgröße darstellt. Sie ist ein wesentliches Kriterium bei der Lieferantenbewertung.

## Wirtschaftliche Aspekte
Hohe Lagerbestände und funktionierende Logistik bringen kurze Lieferzeiten mit sich, lange Durchlaufzeiten (wie etwa im Anlagenbau oder in der Bauwirtschaft) führen zu langen Lieferzeiten. Hohe Lieferbereitschaft wie bei Schnelldrehern hat kurze Lieferzeiten, niedrige Warenrotation meist längere Lieferzeiten zur Folge.
Die Termintreue eines Unternehmens wird von vielen Faktoren beeinflusst:
- Berufsausbildung der Mitarbeiter,
- Ausstattung der Arbeitsplätze mit sachgerechten Arbeitsmitteln,
- Fertigungstiefe,
- Durchlaufzeit in der Fertigung,
- Branchenüblichkeit,
- Marktentwicklungen wie Nachfrageschwankungen,
- betriebsinterne Schwachstellen wie Betriebsstörungen, Beschaffungsprobleme bei Just-in-time-Produktion, plötzliche Kündigung oder Krankheit wichtiger Mitarbeiter.

Den meisten die Termintreue behindernden Faktoren kann durch ein geeignetes Performance Management begegnet werden. Zufällig auftretende Betriebsstörungen lassen sich durch eine Betriebsunterbrechungsversicherung abdecken. Gewerbliche Kunden können sich durch eine Erfüllungsbürgschaft (Lieferbürgschaft, Vertragserfüllungsbürgschaft) absichern.
Für Unternehmensführungen ist die Termintreue ein wichtiger Maßstab bei der Ermittlung der Performance. Wirtschaftlich ist die Termintreue von Bedeutung, denn Fehlmengen führen zu Fehlmengenkosten und schwer zu beseitigenden Reputationsschäden. Vorgesehene Vertragsstrafen erhöhen ebenfalls die Gesamtkosten. So sehen übliche Klauseln sehen gestaffelt einen bis zu fünfprozentigen Preisnachlass auf den vereinbarten Kaufpreis vor, wenn der Lieferant den Termin überschreitet.
Die Termintreue ist in Lieferketten, Transportketten oder Vertriebsketten von essentieller Bedeutung. Die einzelnen Verkehrsträger weisen unterschiedliche Vor- und Nachteile im Hinblick auf die Transportmerkmale im Güterverkehr auf:
| Transportmerkmal | Straßen- verkehr | Schienen- verkehr | Binnen- schifffahrt | See schifffahrt | Luftfracht | Rohrleitungs- transport |
| ---------------- | ---------------- | ----------------- | ------------------- | --------------- | ---------- | ----------------------- |
| Transportzeit    | 2                | 4                 | 3                   | 2               | 3          | 2                       |
| Termintreue      | 2                | 3                 | 3                   | 3               | 2          | 2                       |
| Transportkosten  | 3                | 3                 | 3                   | 3               | 4          | 2                       |
| Flexibilität     | 2                | 4                 | 4                   | 3               | 3          | 4                       |
| Netzdichte       | 2                | 3                 | 4                   | 3               | 3          | 4                       |

Wertung:

1 = sehr gut geeignet
2 = gut geeignet
3 = neutral
4 = weniger geeignet
5 = ungeeignet

Die Auswahl des richtigen Transportmittels hängt deshalb vom Transportgut und den Zielen des Auftraggebers ab. Der Rohrleitungstransport weist zwar nach dem Straßenverkehr die meisten positiven Merkmale auf, kann aber nicht für alle Transportgüter genutzt werden. Die Termintreue wird nur im Straßen-, Luft- und Rohrleitungsverkehr als gut angesehen.

## Rechtsfolgen
Die Lieferzeit bestimmt die Fälligkeit der Lieferung, die die Voraussetzung für den Lieferverzug darstellt. Wird mithin die vertraglich vereinbarte kalendermäßige Lieferzeit überschritten, befindet sich der Lieferant automatisch im Lieferverzug (§ 286 Abs. 1 BGB), einer Mahnung bedarf es dann nicht (§ 286 Abs. 2 Nr. 1 BGB). Die Lieferung muss noch möglich (keine Unmöglichkeit) und auch nachholbar sein. Rechtsfolge ist zunächst eine angemessene Nachfrist (maximal 14 Tage; § 281 Abs. 1 BGB). Wenn der Liefertermin kalendermäßig festgelegt war, erübrigt sich eine Nachfrist (§ 286 Abs. 2 Nr. 1 BGB). Nach erfolglosem Ablauf der Nachfrist kann der Käufer gemäß § 323 BGB vom Vertrag zurücktreten und Schadensersatz verlangen (§ 346 Abs. 4, §§ 280 ff. BGB, § 325 BGB) oder Lieferung und eventuell Schadensersatz (Verzögerungsschaden gemäß §§ 280 Abs. 1 und 2 BGB in Verbindung mit § 286 BGB) verlangen.
Die Überschreitung des Liefertermins kann auch vertragliche Rechtsfolgen in Form der Vertragsstrafe nach sich ziehen. Den Vertragsparteien stehen dazu § 339 BGB und § 348 HGB zum Zwecke der Vereinbarung von Vertragsstrafen wegen Lieferungsverzugs zur Verfügung.